# Егина
Егина је једно од Саронских острва у Егејском мору у средишњој Грчкој. Егина са неколико суседних острваца и хриди чини засебну општину у оквиру округа Острва Периферије Атика. Седиште општине и највеће насеље на острву је истоимени градић Егина на северозападној страни острва.

## Порекло назива
Назив „Егина“ вероватно је изведен од грчке имена личности из грчке митологије, Еакуса (познатије као Еак), митолошког краља дренве Егине.

## Природни услови
Егина је смештена у близини Атине (око 40ак km ваздушно), у средишњем делу Саронског залива, који се по њој зове и Егински залив. Овај залив је веома важан за Грчку. Острво је благо разуђене обале са бројним малим заливима и скривеним плажама. Егина је брдовита, али је њено земљиште вулканског порекла и веома плодно, па је острво стога добро обрађено и густо насељено.
Клима на Егини је средоземна. И зеленило је особено за ову климу. На острву постоје значајне шуме бора.

## Историја
Егина је веома рано насељена, већ у доба ране праисторији. Удоба Микенске цивилизације Егина је била трговачко средиште за овај део Грчке. То је острво донело богатство и моћ, коју је тек у 5. веку п. н. е. скршила античка Атина и себи прикључила Егину. Каснија историја везана је за историју Атине. У доба ране Визнатије Егина је поново ојачала, о чему говоре бројне цркве из овог времена. Међутим, чести напади Сарацена у 9. веку довели су новог назадовања и, вероватно, напуштања острва. После освајања Цариграда од страен Крсташа 1204. г. Егина је била под влашћу Запада све до 1537. г. Тада Егину освајају Турци и под њима остаје вековима. уз кратку власт Млечана крајем 17. века.
Нови процват Егине дешава се образовањем савремене Грчке 1830. г., када је чак кратко била и престоница (1828—30. г.). Проглашавањем Атине за нову престоницу Егина губи на значају, али не пропада, јер је нова престоница остала близу. После рата ширењем Атине острво постаје место викенд туризма Атињана, а касније и сталних кућа досељеника.

## Становништво
По последњем попису из 2001. г. на острву живи око 13.000 становника, од тога око 60% у граду Егини. Готово целокупно становништво су Грци.

## Привреда
Пољопривреда је традиционално занимање острвског становништва, поготово узгајање памука, бадема, винове лозе, маслине. У новије време најважнија култура је пистаћ. Данас је она у сенци викенд туризма. У прилог туризму иде и добра саобраћајна повезаност острва са копном и оближњом Атином. Острво је најчешће одредиште Атињана у слободно време, па је препуно таверни, пансиона, дискотека и других садржаја намењених слободном времену. Важна делатност је и поморство.